# Tarzan
Tarzan (eng. Tarzan, Džon Klejton II, vikont Grejstok) je izmišljeni lik iz knjiga, filmova i stripova koji je stvorio pisac Edgar Rajs Barouz (Edgar Rice Burroughs). Tarzan je arhetipno divlje dete koje su uzgajili u afričkoj džungli veliki majmuni Mangani; on kasnije doživljava civilizaciju, ali je odbacuje i vraća se u divljinu kao herojski avanturista. Prvi put se pojavio u romanu Tarzan među majmunima (Tarzan of the Apes, u izdanju časopisa 1912, u knjižnom izdanju 1914. godine), a kasnije u još 25 nastavka knjige i nebrojeno puta u raznim drugim medijima, kao autorizovan ili neautorizovan lik. Filmska verzija Tarzana kao plemenitog divljaka („Me Tarzan, You Jane”), u kojoj nastupa Džoni Vajsmiler, ne odražava originalni karakter romana, koji je milostiv i visoko sofisticiran.

## Tarzan na filmu
Lik Tarzana je obrađen u najmanje 200 filmova u periodu između 1918. i 2014. Najpoznatija interpretacija Tarzana na filmu bio je američki glumac švapskog porekla Džoni Vajsmiler (Johnny Weissmüller). Ovaj olimpijski plivač uspešno je glumio Tarzana u ne manje nego 12 filmova, od 1932. do 1948. godine i učinio ga gotovo legendarnim.
Osim predstavljanja na celuloidnom platnu, Tarzan je prikazan i u brojnim televizijskim serijama i crtanim filmovima, od kojih su najuspešniji Diznijevi, a našao se i u brojnim video igrama.

## Tarzan u stripu
Iako su poznatije njegove filmske adaptacije, ali je u stripu ovaj lik, perom Berna Hogarta (Burne Hogarth) tokom 1930-ih dostigao svoj vrhunac ekspresije. Strip-umetnik Hal Foster (Hal Foster) ga je 1929. prvi adaptirao, a crtali su ga i velikani stripa kao što su Ras Maning (Rus Manning) pod čijim perom je Tarzanov lik 1960-ih doživeo svoju umetničku renesansu.
Sećam se, još davno, kad sam imao dvanaest godina. Moj otac, sa nekakvom hrpom papira pod pazuhom provozao me ulicama Čikaga, sve do velikog Instituta Umetnosti, i tamo je stavivši na sto tuce mojih crteža, skica, koje je bez mog znanja pažljivo sačuvao, upitao ljude za velikim stolom: "Da li je ovo dovoljan razlog da sina upišem na vaše časove crtanja?" Tako je sve počelo. Otac bi danas bio ponosan na mene.— Bern Hogart "Mikelanđelo Stripa"

## Srpski Tarzan
U 1980-im, novosadsko preduzeće „Forum Marketprint“ po licenci je proizvodilo stripski serijal „Tarzan“, koji je objavljivan u više evropskih zemalja. Glavni crtač je bio Branislav Kerac, tušer Branko Plavšić, a scenarista Slavko Draginčić. Scenarije su takođe pisali: Petar Aladžić, Rastislav Durman, Svetozar Obradović, Dragana Stanković Vićanović, Dušan Vukojev. Crtači su bili Goran Đukić Gorski, Miodrag Ivanović Mikica, Pavel Koza, Marinko Lebović, Petar Meseldžija, Milan Miletić, Sibin Slavković i Dragan Stokić Rajački.

## Radovi inspirisani Tarzanom
Džeri Sigel je imenovao Tarzana i još jedan Barouzov lik, Dona Kartera, kao rane inspiracije za njegovu kreaciju Supermena.
Tarzanova popularnost je inspirisala brojne imitatore u pulp magazinima. Znatan broj njih, kao što su Kva i Ka-Zar su bili direktne ili slobodno interpretirane kopije; drugi, poput Plarisa od snegova, su bili slični likovi u različitom okruženju, ili sa različitom izgledom. Od tih likova najpopularniji je bio Ki-Gor, o kome je napisano pedeset devet romana koji su se pojavili između zime 1939. do proleća 1954. u časopisu Priče o džungli.

## Vrste nazvane po Tarzanu
Tarzan je komemorisan u naučnom imenu vrste kameleona, Calumma tarzan, čije prirodno stanište je Madagaskar.

## Bibliografija

### Edgar Rajs Barouz
1. (1912) (Projekat Gutenberg unos:elektronska knjiga) (LibriVox.org zvučna knjiga)
2. (1913) (elektronska knjiga) (zvučna knjiga)
3. (1914) (elektronska knjiga) (zvučna knjiga)
4. (1915) (elektronska knjiga) (zvučna knjiga)
5. (1916) (elektronska knjiga) (zvučna knjiga)
6. (1919) (elektronska knjiga) (zvučna knjiga)
  -  (1916)
  -  (1916)
  -  (1916)
  -  (1916)
  -  (1917)
  -  (1917)
  -  (1917)
  -  (1917)
  -  (1917)
  -  (1917)
  -  (1917)
  -  (1917)
7. (1920) (elektronska knjiga)
  -  (1919)
  -  (1920)
8. (1921) (elektronska knjiga) (zvučna knjiga)
9. (1922, 1923) (elektronska knjiga Архивирано на веб-сајту  (25. фебруар 2011))
10. (1924) (elektronska knjiga)
11. (1927, 1928) (elektronska knjiga Архивирано на веб-сајту  (31. октобар 2010))
12. (1928) (elektronska knjiga Архивирано на веб-сајту  (25. фебруар 2011))
13. (1929) (elektronska knjiga)
14. (1930, 1931) (elektronska knjiga)
15. (1931) (elektronska knjiga Архивирано на веб-сајту  (25. фебруар 2011))
16. (1932) (elektronska knjiga Архивирано на веб-сајту  (25. фебруар 2011))
17. (1933, 1934) (elektronska knjiga Архивирано на веб-сајту  (25. фебруар 2011))
18. (1935) (elektronska knjiga)
19. (1935, 1936) (elektronska knjiga Архивирано на веб-сајту  (25. фебруар 2011))
20. (1938) (elektronska knjiga Архивирано на веб-сајту  (25. фебруар 2011))
21. (1939) (elektronska knjiga)
  -  (1936)
  -  (1937–1938)
22. (1947) (elektronska knjiga Архивирано на веб-сајту  (23. новембар 2010))
23. (1964)
24. (1965)
  -  (1941) (elektronska knjiga Архивирано на веб-сајту  (16. јануар 2011))
  -  (1940)
  -  (1940)
25. (1963, za mlade čitaoce)
  -  (1927) (elektronska knjiga Архивирано на веб-сајту  (31. октобар 2010))
  -  (1936) (elektronska knjiga Архивирано на веб-сајту  (25. фебруар 2011))
26. (nezavršen rad) (Džo R. Lansdejl je revidiran i dovršen ovo delo) (1995)

### Drugi autori
- Barton Verper – Barouzov posed nikad nije odobrio ove romane. Oni su uklonjeni sa tržišta, a preostale kopije su uništene.
  1.  (1964)
  2.  (1964)
  3.  (1964)
  4.  (1965)
  5.  (1965)
- Fric Lejber – prvi roman koji je odobrio Barouzov posed, i koji je numerisan kao 25. knjiga Tarzanove serije.
  -  (1966)
- Filip Hoze Farmer
  -  (1972) fikciona biografija Tarzana (ovde Lorda Grejstoka), koja je jedna od dve utemeljivačke knjige (zajedno sa Doc Savage: His Apocalyptic Life).
  -  (1974) Šerlok Holms ide u Afriku da upozna Tarzana.
  -  (1999) ovaj roman je posebno odobrio Barouzov posed, i Tarzan se spominje po imenu. Priča je postavljena između Neukroćenog Tarzana i Strašnog Tarzana.

Farmer je takođe napisao novelu baziranu na njegovoj sopstvenoj fascinaciji Tarzanom, sa naslovom Lord Tyger, i preveo je roman Tarzan of the Apes na esperanto.
- R. A. Salvatore
  -  (1996) autorizirani roman temeljen na pilot epizodi iz istog naziva.
- Najdžel Koks
  - -{Tarzan Presli (2004) Ovaj roman kombinuje aspekte Tarzana i Elvisa Preslija u jedan lik nazvan Tarzan Prisli, u novo zelandskom i američkom okruženju. Nakon izdavanja, ovaj rad je bio podložno sudskom postupku u Sjedinjenim Državama, i nakon inicijalnog objavljivanja nije ponovo štampano.

Novi Tarzan
Izdavač Faber i Faber uz podršku preduzeća Edgar Rajs Barouz, Inc. su obnovili seriju koristeći autora Andija Brigsa. Godine 2011 on je objavio prvu knjigu serije Tarzan: Grejstok zaveštanje. Godine 2012 on je objavio drugu knjigu Tarzan: Ratnik iz džungle, a 2013. godine, on je objavio treću knjigu Tarzan: Zemlje divljaka.

## Literatura
- Burroughs, Edgar Rice (1924). „Chapter Two”. Tarzan and the Ant Men.
- Farmer, Philip José (1972). „Chapter One”. Tarzan Alive: A Definitive Biography of Lord Greystoke. стр. 8.

- Burroughs, Edgar Rice (1928). Tarzan, Lord of the Jungle.
- Annette Wannamaker and Michelle Ann Abate, eds. Global Perspectives on Tarzan: From King of the Jungle to International Icon (Routledge; 2012) 216 pages; studies by scholars from the United States, Australia, Canada, Israel, the Netherlands, Germany, and France.
- Egan, Sean (2017). Tarzan: The Biography. London: Askill Publishing. ISBN 978-0-9545750-7-6..

## Spoljašnje veze
- — Zvanični vebsajt o Tarzanu i Edgaru Rajsu Berouzu
- — Svetovi koje je stvorio Edgar Rajs Berouz
- — Omaž Edgaru Rajsu Berouzu i nedeljni vebzin sajt
- Besplatne e-knjige o Tarzanu (Project Gutenberg) Архивирано на веб-сајту  (27. јануар 2016)
- Угинула Тарзанова Чита („Блиц“, 28. децембар 2011)